# 케빈 로시

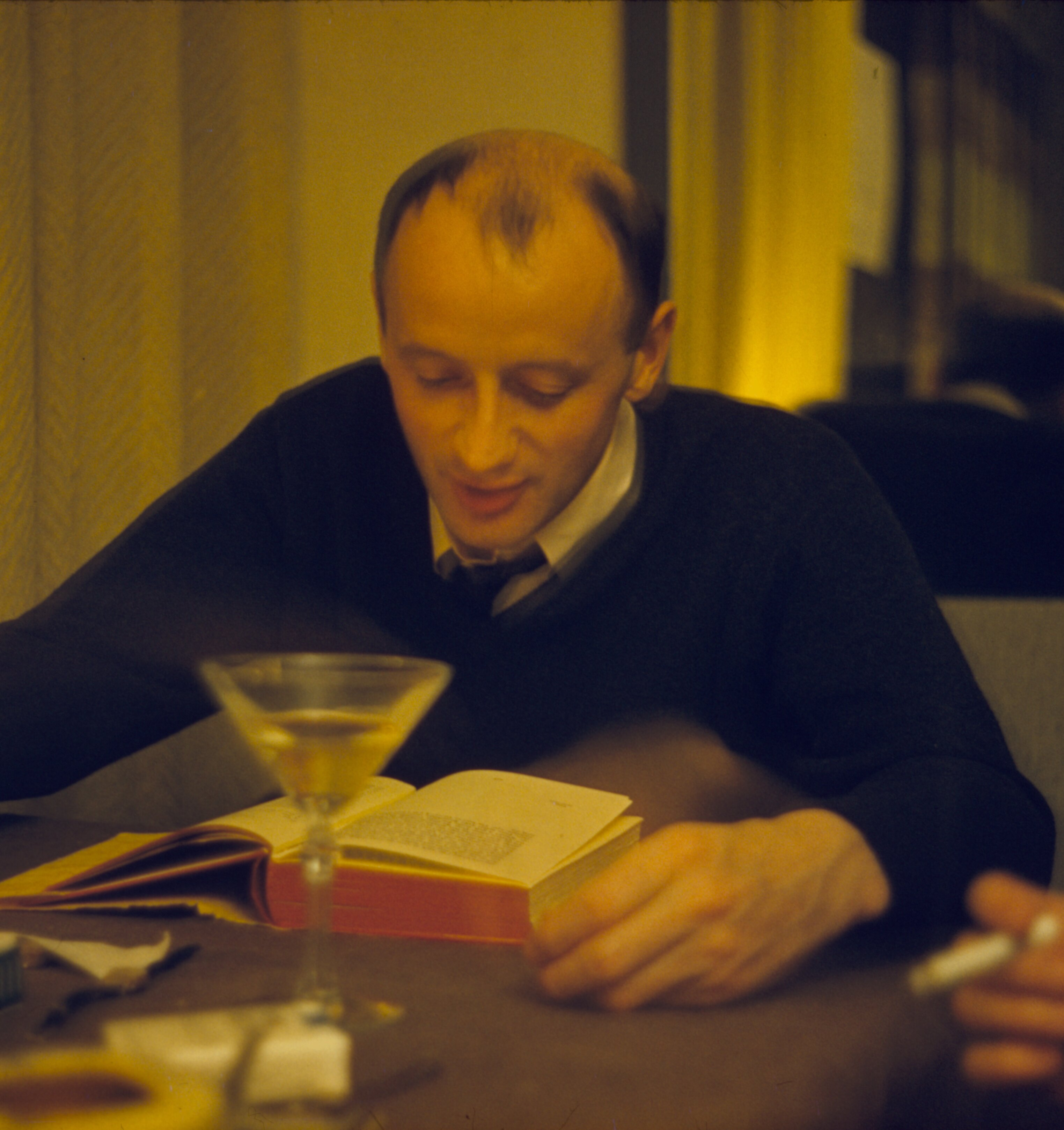

케빈 로시(Eamonn Kevin Roche, 1922년 6월 14일 ~ 2019년 3월 1일)는 아일랜드의 건축가로 더블린에서 출생하였다. 아일랜드 국립대학교·일리노이 공대에서 공부한 후 여러 사무소를 전전하였다. 1948년 미국으로 이주하였다. 1951년 사리넨의 사무소에 들어가 1954년부터 수석 설계사가 되어 디자인 부분에서 활동하였다. 1961년 사리넨이 사망한 후에 J.영켈루와 함께 운영했다. 이들은 자신들의 건물을 통해, 미스 반 데르 로에의 추상적인 기하학에 강한 조각적인 표현과 특정한 상황으로부터 발전된 유형성을 결합시키고자 했다.
주요 작품으로 <오클랜드 미술관> <로체스터 공대> <포드재단 본부> <매사추세츠 대학 미술 센터> 등이 있다.

## 사망
로시는 2019년 3월 1일 96세의 나이로 Guilford의 자신의 집에서 사망하였다.